# Чемпіонат світу з футболу 1986 (кваліфікаційний раунд, КАФ)
У рамках відбіркового турніру до чемпіонату світу з футболу 1986 команди африканської конфедерації КАФ змагалися за два місця у фінальній частині чемпіонату світу з футболу 1986.
Загалом позмагатися за участь у чемпіонаті висловили бажання 29 африканських команд.
За результатами кваліфікаційного раунду Африку на чемпіонаті світу представляли збірні Алжиру і Марокко.
Турнір проходив у чотири раунди:
- Перший раунд: 3 команди (збірні Алжиру, Камеруну і Гани) автоматично пройшли до другого раунду, а решта 26 команд були розбиті на пари. У кожній парі команди проводили між собою дві гри, по одній удома і в гостях. Переможці за сумою двох ігор виходили до Другого раунду. Команди Лесото, Нігеру і Того знялися зі змагання до їх початку.
- Другий раунд і Третій раунд: у кожному із цих раундів розбиті на пари команди проводили між собою дві гри, по одній удома і в гостях. Переможці за сумою двох ігор виходили до наступного раунду.
- Фінальний раунд: чотири команди-учасниці були розбиті на дві пари. Переможці за сумою двох ігор у кожній із пар ставали переможцями відбору і виходили до фінальної частини світової першості.

## Перший раунд
| Команда 1        | Заг.        | Команда 2 | 1-й матч | 2-й матч |
| ---------------- | ----------- | --------- | -------- | -------- |
| Єгипет           | 2–1         | Зімбабве  | 1–0      | 1–1      |
| Кенія            | 5–4         | Ефіопія   | 2–1      | 3–3      |
| Маврикій         | 0–5         | Малаві    | 0–1      | 0–4      |
| Північна Родезія | 3–1         | Уганда    | 3–0      | 0–1      |
| Танзанія         | 1–1 (г)     | Судан     | 1–1      | 0–0      |
| Сьєрра-Леоне     | 0–5         | Марокко   | 0–1      | 0–4      |
| Бенін            | 0–6         | Туніс     | 0–2      | 0–4      |
| Кот-д'Івуар      | 6–3         | Гамбія    | 4–0      | 2–3      |
| Нігерія          | 4–0         | Ліберія   | 3–0      | 1–0      |
| Ангола           | 1–1 (4–3 п) | Сенегал   | 1–0      | 0–1      |
| Мадагаскар       | т. п.       | Лесото    | —        | —        |
| Лівія            | т. п.       | Нігер     | —        | —        |
| Гвінея           | т. п.       | Того      | —        | —        |
| Алжир            | прохід      |           |          |          |
| Камерун          | прохід      |           |          |          |
| Гана             | прохід      |           |          |          |

| 28 серпня 1984 | Єгипет    | 1–0 | Зімбабве | Каїр, Єгипет                                                              |  |
|                | Майхуб 7' |     |          | Стадіон: Стадіон Насера Глядачі: 80,000 Суддя: Гебрейсус Тесфає (Ефіопія) |  |
|                |           |     |          |                                                                           |  |

| 30 вересня 1984 | Зімбабве      | 1–1 | Єгипет       | Хараре, Зімбабве                                              |  |
|                 | Седкі 9' (аг) |     | Сулейман 34' | Стадіон: Руфаро Глядачі: 40,000 Суддя: Біллі Фамбала (Малаві) |  |
|                 |               |     |              |                                                               |  |

Єгипет виграв 2–1 за сумою двох матчів і вийшов до Другого раунду.
| 13 жовтня 1984 | Кенія               | 2–1 | Ефіопія    | Найробі, Кенія                                          |  |
|                | Масіга 16' Табу 57' |     | Кебеде 19' | Стадіон: Міський стадіон Суддя: Мохаммед Джама (Сомалі) |  |
|                |                     |     |            |                                                         |  |

| 28 жовтня 1984 | Ефіопія                        | 3–3 | Кенія                           | Аддис-Абеба, Ефіопія                                |  |
|                | Хайле 9' Тесфає 37' Кебеде 80' |     | Айої 48' Масіга 56' Оньянго 88' | Стадіон: Аддис-Абеба Суддя: Джон Нкатазо (Зімбабве) |  |
|                |                                |     |                                 |                                                     |  |

Кенія виграла 5–4 за сумою двох матчів і вийшла до Другого раунду.
| 15 липня 1984 | Маврикій | 0–1 | Малаві   | Кьюрпайп, Маврикій                                       |  |
|               |          |     | Фука 44' | Стадіон: Стадіон Джорджа V Суддя: Саїд Алі Хаміс (Кенія) |  |
|               |          |     |          |                                                          |  |

| 28 липня 1984 | Малаві                                   | 4–0 | Маврикій | Лілонгве, Малаві                                |  |
|               | Сінало 2', 89' Леклезіо 48' (аг) Вая 84' |     |          | Стадіон: Циво Суддя: Жан-Фідель Дірамба (Габон) |  |
|               |                                          |     |          |                                                 |  |

Малаві виграло 5–0 за сумою двох матчів і вийшло до Другого раунду.
| 29 липня 1984 | Північна Родезія                 | 3–0 | Уганда | Ндола, Замбія                                              |  |
|               | Гангуню 44' Мсіска 51' Бваля 89' |     |        | Стадіон: Даг Гаммаршельд Суддя: Хафід Алі Тахір (Танзанія) |  |
|               |                                  |     |        |                                                            |  |

| 25 серпня 1984 | Уганда       | 1–0 | Північна Родезія | Кампала, Уганда                                  |  |
|                | Катерега 73' |     |                  | Стадіон: Лугого Суддя: Альхаті Салахудін (Нігер) |  |
|                |              |     |                  |                                                  |  |

Замбія виграла 3–1 за сумою двох матчів і вийшла до Другого раунду.
| 13 жовтня 1984 | Танзанія | 1–1 | Судан     | Мванза, Танзанія                                |  |
|                | Тіно 28' |     | Мазда 68' | Стадіон: Кірумба Суддя: Джордж Катумба (Уганда) |  |
|                |          |     |           |                                                 |  |

| 27 жовтня 1984 | Судан | 0–0 | Танзанія | Хартум, Судан                                             |  |
|                |       |     |          | Стадіон: Муніципальний Стадіон Суддя: Амін Салем (Єгипет) |  |
|                |       |     |          |                                                           |  |

Судан вийшов до Другого раунду завдяки голу, забитому на чужому полі.
| 30 червня 1984 | Сьєрра-Леоне | 0–1 | Марокко      | Фрітаун, Сьєрра-Леоне                          |  |
|                |              |     | М. Меррі 87' | Стадіон: Сьяка Стівен Суддя: Люк Агбала (Того) |  |
|                |              |     |              |                                                |  |

| 15 липня 1984 | Марокко                                      | 4–0 | Сьєрра-Леоне | Рабат, Марокко                                            |  |
|               | М. Меррі 34', 77' Дахан 51' (пен.) Лабід 81' |     |              | Стадіон: Принц Мулай Абделла Суддя: Бадара Сене (Сенегал) |  |
|               |                                              |     |              |                                                           |  |

Марокко виграло 5–0 за сумою двох матчів і вийшло до Другого раунду.
| 28 жовтня 1984 | Бенін | 0–2 | Туніс                | Котону, Бенін                                          |  |
|                |       |     | Жеріді 63' Гасрі 86' | Стадіон: Стад де л'Амітьє Суддя: Уаттара (Кот-д'Івуар) |  |
|                |       |     |                      |                                                        |  |

| 13 листопада 1984 | Туніс                                | 4–0 | Бенін | Туніс, Туніс                                                          |  |
|                   | Жеріді 5', 16' Ракбауї 56' Гасрі 74' |     |       | Стадіон: Стад ель-Менза Глядачі: 12,000 Суддя: Баба Лауїссі (Марокко) |  |
|                   |                                      |     |       |                                                                       |  |

Туніс виграв 6–0 за сумою двох матчів і вийшов до Другого раунду.
| 21 жовтня 1984 | Кот-д'Івуар                             | 4–0 | Гамбія | Абіджан, Кот-д'Івуар                                     |  |
|                | Траоре 47', 62' Н'Дрі 66' Бен Салах 84' |     |        | Стадіон: Фелікс Уфуе-Буаньї Суддя: Карім Камара (Гвінея) |  |
|                |                                         |     |        |                                                          |  |

| 4 листопада 1984 | Гамбія                      | 3–2 | Кот-д'Івуар         | Банжул, Гамбія                                             |  |
|                  | Сове 22' Ндур 66' Вадда 81' |     | Траоре 40' Тьєї 54' | Стадіон: Стадіон Незалежності Суддя: Ідрісса Траоре (Малі) |  |
|                  |                             |     |                     |                                                            |  |

Кот-д'Івуар виграв 6–3 за сумою двох матчів і вийшов до Другого раунду.
| 20 жовтня 1984 | Нігерія                    | 3–0 | Ліберія | Лагос, Нігерія                                                              |  |
|                | Едобор 7', 15' Адешина 78' |     |         | Стадіон: Сурулере Глядачі: 50,000 Суддя: Жозеф-Марі Уедраого (Буркіна-Фасо) |  |
|                |                            |     |         |                                                                             |  |

| 4 листопада 1984 | Ліберія | 0–1 | Нігерія    | Монровія, Ліберія                                                       |  |
|                  |         |     | Теміле 42' | Стадіон: Семюель Каньйон Ду Глядачі: 10,000 Суддя: Амаду Мамуду (Нігер) |  |
|                  |         |     |            |                                                                         |  |

Нігерія виграла 4–0 за сумою двох матчів і вийшла до Другого раунду.
| 1 липня 1984 | Ангола  | 1–0 | Сенегал | Луанда, Ангола                                              |  |
|              | Іву 57' |     |         | Стадіон: Ештадіу душ Кокейруш Суддя: Сімон Банцімба (Конго) |  |
|              |         |     |         |                                                             |  |

| 15 липня 1984 | Сенегал | 1–0 (д.ч.) (3–4 пен.) | Ангола | Дакар, Сенегал                                                |  |
|               | Сеє 24' |                       |        | Стадіон: Стад Демба Діоп Суддя: Поль Ален Йоба-Йоба (Камерун) |  |
|               |         | Пенальті              |        |                                                               |  |
| —             |         | —                     |        |                                                               |  |
|               |         |                       |        |                                                               |  |

Ангола вийшла до Другого раунду завдяки перемозі у післяматчевих пенальті після нічиєї 1–1 за сумою двох ігор.
| — | Мадагаскар | т. п. | Лесото  | — |  |
|   |            |       | знялася |   |  |
|   |            |       |         |   |  |

Мадаскар вийшов до Другого раунду, оскільки Лесото знялося.
| — | Лівія | т. п. | Нігер   | — |  |
|   |       |       | знялася |   |  |
|   |       |       |         |   |  |

Лівія вийшла до Другого раунду, оскільки Нігер знявся.
| — | Гвінея | т. п. | Того    | — |  |
|   |        |       | знялася |   |  |
|   |        |       |         |   |  |

Гвінея вийшла до Другого раунду, оскільки Того знялося.

## Другий раунд
| Команда 1        | Заг.        | Команда 2  | 1-й матч | 2-й матч |
| ---------------- | ----------- | ---------- | -------- | -------- |
| Північна Родезія | 5–2         | Камерун    | 4–1      | 1–1      |
| Марокко          | 2–0         | Малаві     | 2–0      | 0–0      |
| Ангола           | 2–3         | Алжир      | 0–0      | 2–3      |
| Кенія            | 1–6         | Нігерія    | 0–3      | 1–3      |
| Єгипет           | 1–1 (4–2 p) | Мадагаскар | 1–0      | 0–1      |
| Гвінея           | 1–2         | Туніс      | 1–0      | 0–2      |
| Судан            | 0–4         | Лівія      | 0–0      | 0–4      |
| Кот-д'Івуар      | 0–2         | Гана       | 0–0      | 0–2      |

| 7 квітня 1985 | Північна Родезія                | 4–1 | Камерун       | Лусака, Замбія                                                |  |
|               | Чабала 24', 38', 40' Нджову 28' |     | Кана-Біїк 70' | Стадіон: Стадіон 7 квітня Суддя: Франк Вальдемарка (Зімбабве) |  |
|               |                                 |     |               |                                                               |  |

| 21 квітня 1985 | Камерун    | 1–1 | Північна Родезія | Яунде, Камерун                                                |  |
|                | М'Феде 31' |     | Чиленгі 5'       | Стадіон: Стад Ахмаду Ахіджо Суддя: Жан-Фідель Дірамба (Габон) |  |
|                |            |     |                  |                                                               |  |

Замбія виграла 5–2 за сумою двох матчів і вийшла до Третього раунду.
| 7 квітня 1985 | Марокко                          | 2–0 | Малаві | Рабат, Марокко                                                             |  |
|               | Ель-Хаддауї 10' Дахан 75' (пен.) |     |        | Стадіон: Принц Мулай Абделла Глядачі: 20,862 Суддя: Алі Бін Нассер (Туніс) |  |
|               |                                  |     |        |                                                                            |  |

| 21 квітня 1985 | Малаві | 0–0 | Марокко | Блантайр, Малаві                                            |  |
|                |        |     |         | Стадіон: Камузу Глядачі: 50,000 Суддя: Ниренда Чаю (Замбія) |  |
|                |        |     |         |                                                             |  |

Марокко виграло 2–0 за сумою двох матчів і вийшло до Третього раунду.
| 31 березня 1985 | Ангола | 0–0 | Алжир | Луанда, Ангола                                                             |  |
|                 |        |     |       | Стадіон: Ештадіу душ Кокейруш Глядачі: 20 000 Суддя: Карім Камара (Гвінея) |  |
|                 |        |     |       |                                                                            |  |

| 19 квітня 1985 | Алжир                          | 3–2 | Ангола               | Алжир, Алжир                                                                    |  |
|                | Мансурі 14' Менад 42' Буїш 65' |     | Жезус 78' Машаду 83' | Стадіон: Стадіон 5 липня 1962 року Глядачі: 50 000 Суддя: Ідрісса Траоре (Малі) |  |
|                |                                |     |                      |                                                                                 |  |

Алжир виграв 3–2 за сумою двох матчів і вийшов до Третього раунду.
| 6 квітня 1985 | Кенія | 0–3 | Нігерія                    | Найробі, Кенія                                                          |  |
|               |       |     | Аму 12' Кеші 45' Єкіні 47' | Стадіон: Міський стадіон Глядачі: 50,000 Суддя: Бестер Каломбо (Малаві) |  |
|               |       |     |                            |                                                                         |  |

| 20 квітня 1985 | Нігерія                         | 3–1 | Кенія      | Лагос, Нігерія                                                |  |
|                | Саді 18' Єкіні 20' Софолуве 89' |     | Масіга 36' | Стадіон: Сурулере Глядачі: 35,000 Суддя: Дуду Н'Джиє (Гамбія) |  |
|                |                                 |     |            |                                                               |  |

Нігерія виграла 6–1 за сумою двох матчів і вийшла до Третього раунду.
| 5 квітня 1985 | Єгипет       | 1–0 | Мадагаскар | Каїр, Єгипет                                                         |  |
|               | Сулейман 64' |     |            | Стадіон: Стадіон Насера Глядачі: 65,000 Суддя: Белаїд Лакарн (Алжир) |  |
|               |              |     |            |                                                                      |  |

| 21 квітня 1985 | Мадагаскар     | 1–0 (д.ч.) (2 – 4 пен.) | Єгипет | Антананаріву, Мадагаскар                                  |  |
|                | Рафанодіна 57' |                         |        | Стадіон: Махамасіна Суддя: Едвін Пікон-Аконг (Мавританія) |  |
|                |                | Пенальті                |        |                                                           |  |
| —              |                | —                       |        |                                                           |  |
|                |                |                         |        |                                                           |  |

Єгипет вийшов до Третього раунду за післяматчевих пенальті після нічиєї 1–1 за сумою двох ігор.
| 10 лютого 1985 | Гвінея    | 1–0 | Туніс | Конакрі, Гвінея                                       |  |
|                | Діабі 14' |     |       | Стадіон: 28 вересня Суддя: Адоніс Ебуль (Кот-д'Івуар) |  |
|                |           |     |       |                                                       |  |

| 24 лютого 1985 | Туніс                | 2–0 | Гвінея | Туніс, Туніс                                                       |  |
|                | Брахам 24' Хсумі 80' |     |        | Стадіон: Стад ель-Менза Глядачі: 12,000 Суддя: Салем Шериф (Лівія) |  |
|                |                      |     |        |                                                                    |  |

Туніс виграв 2–1 за сумою двох матчів і вийшов до Третього раунду.
| 22 лютого 1985 | Судан | 0–0 | Лівія | Хартум, Судан                                                                |  |
|                |       |     |       | Стадіон: Муніципальний Стадіон Глядачі: 25,000 Суддя: Саїд Алі Хаміс (Кенія) |  |
|                |       |     |       |                                                                              |  |

| 8 березня 1985 | Лівія                                                  | 4–0 | Судан | Триполі, Лівія                                                 |  |
|                | Бен Брахім 53' Аль-Бешарі 55' Аль-Маадані 61' Бані 71' |     |       | Стадіон: 11 червня Глядачі: 80,000 Суддя: Гама Джибо (Нігерія) |  |
|                |                                                        |     |       |                                                                |  |

Лівія виграла 4–0 за сумою двох матчів і вийшла до Третього раунду.
| 7 квітня 1985 | Кот-д'Івуар | 0–0 | Гана | Абіджан, Кот-д'Івуар                                      |  |
|               |             |     |      | Стадіон: Фелікс Уфуе-Буаньї Суддя: Баба Лауїссі (Марокко) |  |
|               |             |     |      |                                                           |  |

| 21 квітня 1985 | Гана                  | 2–0 | Кот-д'Івуар | Кумасі, Гана                                                                      |  |
|                | Нті 50' Альхассан 79' |     |             | Стадіон: Національна спортивна рада Глядачі: 50,421 Суддя: Сімон Банцимба (Конго) |  |
|                |                       |     |             |                                                                                   |  |

Гана виграла 2–0 за сумою двох матчів і вийшла до Третього раунду.

## Третій раунд
| Команда 1 | Заг. | Команда 2        | 1-й матч | 2-й матч |
| --------- | ---- | ---------------- | -------- | -------- |
| Алжир     | 3–0  | Північна Родезія | 2–0      | 1–0      |
| Гана      | 0–2  | Лівія            | 0–0      | 0–2      |
| Нігерія   | 1–2  | Туніс            | 1–0      | 0–2      |
| Єгипет    | 0–2  | Марокко          | 0–0      | 0–2      |

| 13 липня 1985 | Алжир                    | 2–0 | Північна Родезія | Алжир, Алжир                                                                              |  |
|               | Бенсхаула 15' Маджер 84' |     |                  | Стадіон: Стадіон 5 липня 1962 року Глядачі: 60 000 Суддя: Мохамед Хуссам Ель-Дін (Єгипет) |  |
|               |                          |     |                  |                                                                                           |  |

| 28 липня 1985 | Північна Родезія | 0–1 | Алжир         | Лусака, Замбія                                                                |  |
|               |                  |     | Бенсхаула 78' | Стадіон: Стадіон 7 квітня Глядачі: 35 000 Суддя: Едвін Пікон-Аконг (Маврикій) |  |
|               |                  |     |               |                                                                               |  |

Алжир виграв 3–0 за сумою двох матчів і вийшов до Фінального раунду.
| 14 липня 1985 | Гана | 0–0 | Лівія | Аккра, Гана                                                |  |
|               |      |     |       | Стадіон: Аккра Спортс Стедіум Суддя: Альхаджі Фає (Гамбія) |  |
|               |      |     |       |                                                            |  |

| 26 липня 1985 | Лівія                               | 2–0 | Гана | Бенгазі, Лівія                                    |  |
|               | Аль-Сенуссі 33' Аль-Каді 70' (пен.) |     |      | Стадіон: 28 березня Суддя: Баба Лауїссі (Марокко) |  |
|               |                                     |     |      |                                                   |  |

Лівія виграла 2–0 за сумою двох матчів і вийшла до Фінального раунду.
| 6 липня 1985 | Нігерія   | 1–0 | Туніс | Лагос, Нігерія                                                      |  |
|              | Ісіма 77' |     |       | Стадіон: Сурулере Глядачі: 60,000 Суддя: Жан-Фідель Дірамба (Габон) |  |
|              |           |     |       |                                                                     |  |

| 20 липня 1985 | Туніс          | 2–0 | Нігерія | Туніс, Туніс                                                           |  |
|               | Жеріді 8', 28' |     |         | Стадіон: Стад ель-Менза Глядачі: 33,000 Суддя: Мохамед Хансаль (Алжир) |  |
|               |                |     |         |                                                                        |  |

Туніс виграв 2–1 за сумою двох матчів і вийшов до Фінального раунду.
| 12 липня 1985 | Єгипет | 0–0 | Марокко | Каїр, Єгипет                                                               |  |
|               |        |     |         | Стадіон: Каїрський міжнародний стадіон Суддя: Франк Вальдемарка (Зімбабве) |  |
|               |        |     |         |                                                                            |  |

| 28 липня 1985 | Марокко                  | 2–0 | Єгипет | Касабланка, Марокко                              |  |
|               | Тімумі 37' Будербала 82' |     |        | Стадіон: Мохаммед V Суддя: Бадара Сене (Сенегал) |  |
|               |                          |     |        |                                                  |  |

Марокко виграло 2–0 за сумою двох матчів і вийшло до Фінального раунду.

## Фінальний раунд
| Команда 1 | Заг. | Команда 2 | 1-й матч | 2-й матч |
| --------- | ---- | --------- | -------- | -------- |
| Туніс     | 1–7  | Алжир     | 1–4      | 0–3      |
| Марокко   | 3–1  | Лівія     | 3–0      | 0–1      |

| 6 жовтня 1985 |

| Туніс       | 1–4 | Алжир                                   |
| ----------- | --- | --------------------------------------- |
| Ракбауї 16' |     | Маджер 24' Менад 43', 87' Касі-Саїд 67' |

| Стад ель-Менза, Туніс Глядачів: 40,000 |

| 18 жовтня 1985 |

| Алжир                       | 3–0 | Туніс |
| --------------------------- | --- | ----- |
| Маджер 8' Менад 34' Яхі 78' |     |       |

| Стадіон 5 липня 1962 року, Алжир Глядачів: 90,000 |

Алжир виграв 7–1 за сумою двох матчів і вийшов до фінальної частини чемпіонату світу з футболу 1986.
| 6 жовтня 1985 |

| Марокко                                      | 3–0 | Лівія |
| -------------------------------------------- | --- | ----- |
| М. Меррі 44' (пен.) Тімумі 85' Будербала 90' |     |       |

| Мохаммед V, Касабланка Глядачів: 120,000 |

| 18 жовтня 1985 |

| Лівія           | 1–0 | Марокко |
| --------------- | --- | ------- |
| Аль-Фаржані 43' |     |         |

| 28 березня, Бенгазі Глядачів: 40,000 |

Марокко виграло 3–1 за сумою двох матчів і вийшло до фінальної частини чемпіонату світу з футболу 1986.

## Бомбардири
5 голів
| - Бассам Жеріді |

4 голи
| - Джамель Менад - Мустафа Меррі |

3 голи
| - Рабах Маджер - Абдулає Траоре | - Джо Масіга | - Майкл Чабала |

2 голи
| - Тедж Бенсхаула - Емад Сулейман - Мулугета Кебеде - Френк Сінало | - Азіз Будербала - Саад Дахан - Мохаммед Тімумі - Гамфрі Едобор | - Рашиді Єкіні - Мохамед Гасрі - Абделькадер Ракбауї |

1 гол
| - Нассер Буїш - Мохаммед Касі-Саїд - Фаузі Мансурі - Хосін Яхі - Жезус - Едуарду Машаду - Іву Раймунду Траса - Андре Кана-Біїк - Луї-Поль М'Феде - Умар Бен Салах - Куассі Н'Дрі - Жоель Тьєї - Алаа Майхуб - Гебремедін Хайле - Даньє Тесфає - Шейх Ндур - Бабукар Сове - Баї Малле Вадда | - Джордж Альхассан - Опоку Нті - Алсені Діабі - Семмі Айої - Семмі Оньянго - Сем Табу - Алі Аль-Бешарі - Абдель Разак Аль-Фаржані - Ібрагім Аль-Маадані - Аяд Аль-Каді - Реда Аль-Сенуссі - Абубакер Бані - Абубакер Бен Брахім - Герілья Рафанодіна - Рікі Фука - Гаррі Вая - Мустафа Ель-Хаддауї - Халід Лабід | - Адемола Адешина - Фатай Аму - Окей Ісіма - Стівен Кеші - Дагіру Саді - Їса Софолуве - Клемент Теміле - Абду Карім Сеє - Мазда - Пітер Тіно - Хакім Брахам - Лотфі Хсумі - Годфрі Катерега - Калуша Бваля - Джонс Чиленгі - Фанні Гангуню - Лакі Мсіска - Аарон Нджову |

1 автогол
| - Хамада Седкі (у грі проти Зімбабве) - Бернар Леклезіо (у грі проти Малаві) |